# Hahniidae
Las arañas de hoja pequeñas (Hahniidae) son una familia de pequeñas arañas: sus cuerpos son de unos 2 mm de longitud. Ellos construyen unas redes muy delicadas con la forma de una hoja. La seda utilizada en estas bandas es tan fina que son difíciles de detectar a menos que se recubran con rocío. Ellos están, en gran medida, en lugares cercanos al agua o al musgo, y con frecuencia se encuentran en los desechos y los detritos de hojas o en las hojas de arbustos y árboles.

## Descripción
Se caracterizan por la disposición de sus seis hileras en una fila transversal. El último segmento de las hileras exteriores es bastante largo y sobresale por encima de todas los demás.

## Distribución
La familia Hahniidae se encuentra en todo el mundo. Los géneros del Hemisferio Norte y África tienden a diferir en sus estructuras genitales de los del Hemisferio Sur. Muy pocas especies han sido descritas en el sudeste de Asia, aunque un buen número parece estar aún no definido.

## Nombre
La familia lleva el nombre del género Hahnia, que se dedica a zoólogo alemán Carl Wilhelm Hahn.

## Géneros
- Alistra Thorell, 1894 — Oceanía, Filipinas, Sumatra, Sri Lanka
- Amaloxenops Schiapelli & Gerschman, 1958 — Argentina
- Antistea Simon, 1898 — América del Norte, Europa, Rusia
- Asiohahnia Ovtchinnikov, 1992 — Kazajistán, Kirguistán
- Austrohahnia Mello-Leitão, 1942 — Argentina
- Calymmaria Chamberlin & Ivie, 1937 — México a Canadá
- Cryphoeca Thorell, 1870 — Paleártico
- Cryphoecina Deltshev, 1997 — Montenegro
- Cybaeolus Simon, 1884 — Chile, Argentina
- Dirksia Chamberlin & Ivie, 1942 — USA, Alaska, Francia
- Ethobuella Chamberlin & Ivie, 1937 — América del Norte
- Hahnia C. L. Koch, 1841 — América, África, Europa, Asia
- Harmiella Brignoli, 1979 — Brasil
- Iberina Simon, 1881 — Rusia, Francia
- Intihuatana Lehtinen, 1967 — Argentina
- Kapanga Forster, 1970 — Nueva Zelanda
- Lizarba Roth, 1967 — Brasil
- Neoantistea Gertsch, 1934 — Canadá a Costa Rica, Rusia, Asia
- Neoaviola Butler, 1929 — Australia
- Neocryphoeca Roth, 1970 — USA
- Neohahnia Mello-Leitão, 1917 — América del Sur
- Pacifantistea Marusik, 2011 — Islas Kuriles[2]
- Porioides Forster, 1989 — Nueva Zelanda
- Rinawa Forster, 1970 — Nueva Zelanda
- Scotospilus Simon, 1886 — Tasmania, Nueva Zelanda, India
- Tuberta Simon, 1884 — Europa a Azerbaiyán
- Willisus Roth, 1981 — USA